# Misdaadfilm

Logo van de Godfather-films

De misdaadfilm is een filmgenre waarin misdaad en recht een belangrijke thematische rol in het verhaal speelt. Misdaad komt als thema voor in verschillende stijlvormen, voornamelijk actiefilms, drama en thrillers.
Criminaliteit kan vanuit het perspectief van de wet worden getoond, bijvoorbeeld door agenten of rechters, of vanuit het perspectief van criminelen, zoals gangsters of inbrekers.
Subgenres zijn gangsterfilms, legal thrillers en kraakfilms.